# Izjum
Izjum (ukránul: Ізюм) város Ukrajna északkeleti részén, a Harkivi terület Izjumi járásának székhelye. A Donyec két partján elterülő település lakossága 2024-ben 25 000 fő volt.

## Fekvése

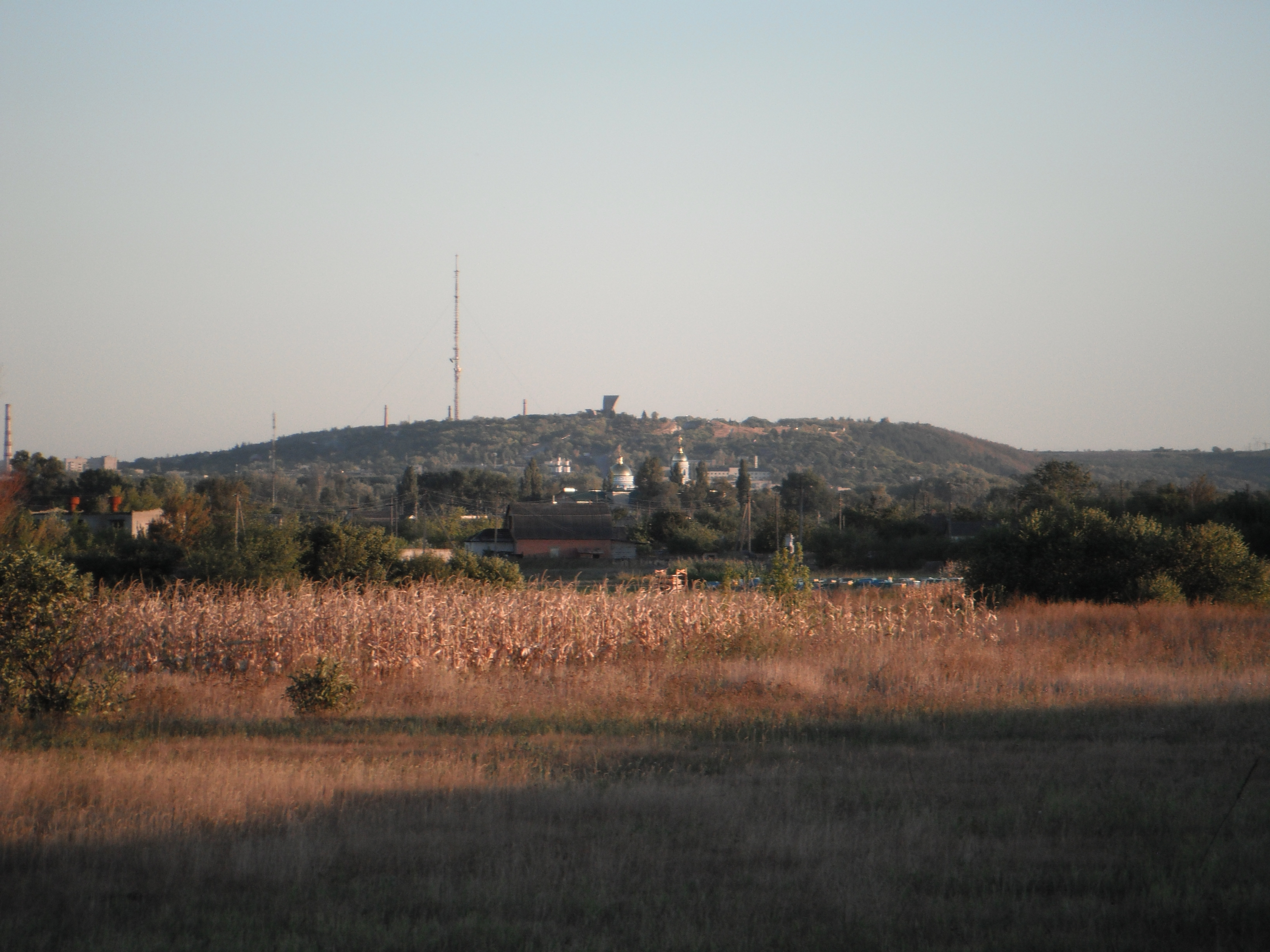
Izjum déli városrészének és a Kremenec-hegynek a látképe

A város a Donyec két partján fekszik, és északi irányból két patak ömlik itt a folyóba, a Mokrij Izjumec és a Szuhoj Izjumec. A déli oldalon egy dombsor húzódik, legmagasabb pontja a Kremenec-hegy, amelyet éles kanyarral kerül meg a folyó. Izjumtól keletre és nyugatra nagy ártéri erdők és fenyvesek húzódnak. Az északi parti városrész területe a nagyobb, itt elsősorban kertesházak sorakoznak és itt fekszik a vasútállomás, valamint a Szent Mennybemenetel-székesegyház (Szvjato-Vozneszenszkij kafedralnij szobor) is. A déli parton van az elsősorban panelházakból álló városközpont, itt található a polgármesteri hivatal, a kórház, a rendőrség, és a kulturális központ is. A város déli külterületein ipari negyed fekszik. Izjum fontos csomópont a Donyec-medencei városok és Harkiv között, a folyó két oldalát két közúti és egy gyalogos híd köti össze.

## Története
A helyszín már a középkorban is lakott volt, a kunok éltek itt, akik számos, 9. és 13. század közötti faragott kőszobrot hagytak hátra. Ezek a műemlékek súlyosan megrongálódtak a 2022-es háború során.
Izjumot 1681-ben kozák helyőrségként alapították, a krími tatár fosztogatók elleni védelmi rendszer részeként. A település neve a török üzüm szóból származik, amelynek jelentése szőlő, a modern orosz nyelvben pedig az izjum mazsolát jelent. A szőlőfürt így megjelenik a város címerében is, mint szimbólum. A várat Hrihorij Donec-Zaharzsevszkij kozák parancsnok vezetése alatt építették fel és egy kisváros vette körbe az erődítményt. 1684-ben épült föl az öt toronnyal rendelkező, barokk stílusú Úr Színelváltozása-székesegyház (Preobrazsenszkij szobor). Az Orosz Birodalmon belül először az Azovi, majd a Harkovi kormányzósághoz tartozott.
A 20. század elejétől kezdve elkezdődött az iparosodás, 1906-ban sörfőzdét, 1915-ben mozdonygyárat, 1916-ban pedig optikai gyárat építettek. 1918 februárjában a kommunisták elfoglalták a várost, de az áprilisban máris a német és osztrák-magyar csapatok megszállása alá került. A mozdonygyár munkásai 1918 végén fegyvert fogtak és az izjumi felkelés néven ismert eseménysorozat során elűzték a megszállókat. Ezt követően az polgárháború során még két alkalommal gazdát cserélt a város a fehérek és a vörösök között.
A második világháborúban is véres harcok színhelye volt a város és környezete, az 1942-es harkovi csata egyik fő eseménye volt, amikor a Wehrmacht sikeresen bekerítette és megsemmisítette az „izjumi kiszögellésben” harcoló szovjet egységeket. A világháborúban az Izjumból besorozott 12 000 katonából 6480 elesett.
A háború és a rendszerváltás közötti évtizedekben a településen újabb ipari létesítmények épültek és a népesség rohamosan növekedett. A Szovjetunió felbomlása után a független Ukrajna városa lett és a népességszám csökkent.

A 2022-es Ukrajna elleni orosz invázió során március 7 és április 1-e között itt zajlott le az izjumi csata, az északkelet-ukrajnai offenzíva részeként az oroszok megostromolták és elfoglalták a várost. Az ukrán kormány becslése szerint az összecsapás és az azt követő megszállás alatt mintegy 1000 civil vesztette életét. A harkivi ellentámadás során az ukránok harc nélkül visszafoglalták Izjumot. A város környéki erdőkben az ukrán rendőrség tömegsírokat tárt fel, ahol összesen 447 erőszakos halált halt ember holttestét exhumálták, közülük 22 ukrán katona, 215 civil férfi, 194 nő és 5 gyerek testét azonosították. 30 esetben kínzások nyomait fedezték fel, többek kezét összekötözték, sokak végtagjait eltörték vagy megcsonkították. Az orosz kormány visszautasította a vádakat, Dimitrij Peszkov elnöki szóvivő úgy nyilatkozott, hogy Ukrajna a bucsai mészárláshoz hasonlóan provokációt rendezett meg.

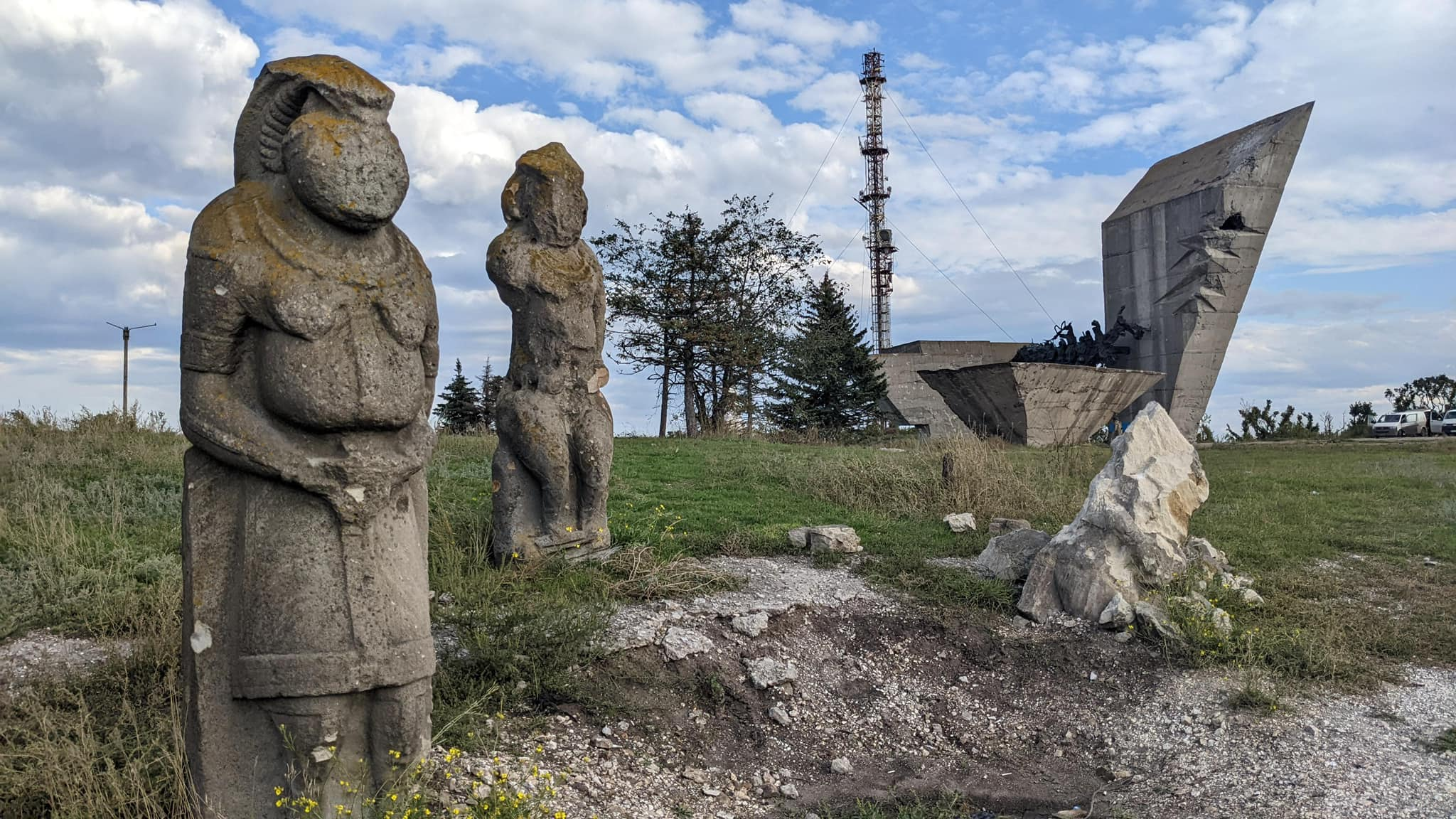
Kun szobrok a Kremenec-hegyen, az egyik teljesen megsemmisült egy lövedék becsapódásakor a 2022-es ostrom során. A háttérben a szintén megrongálódott második világháborús emlékmű látható.
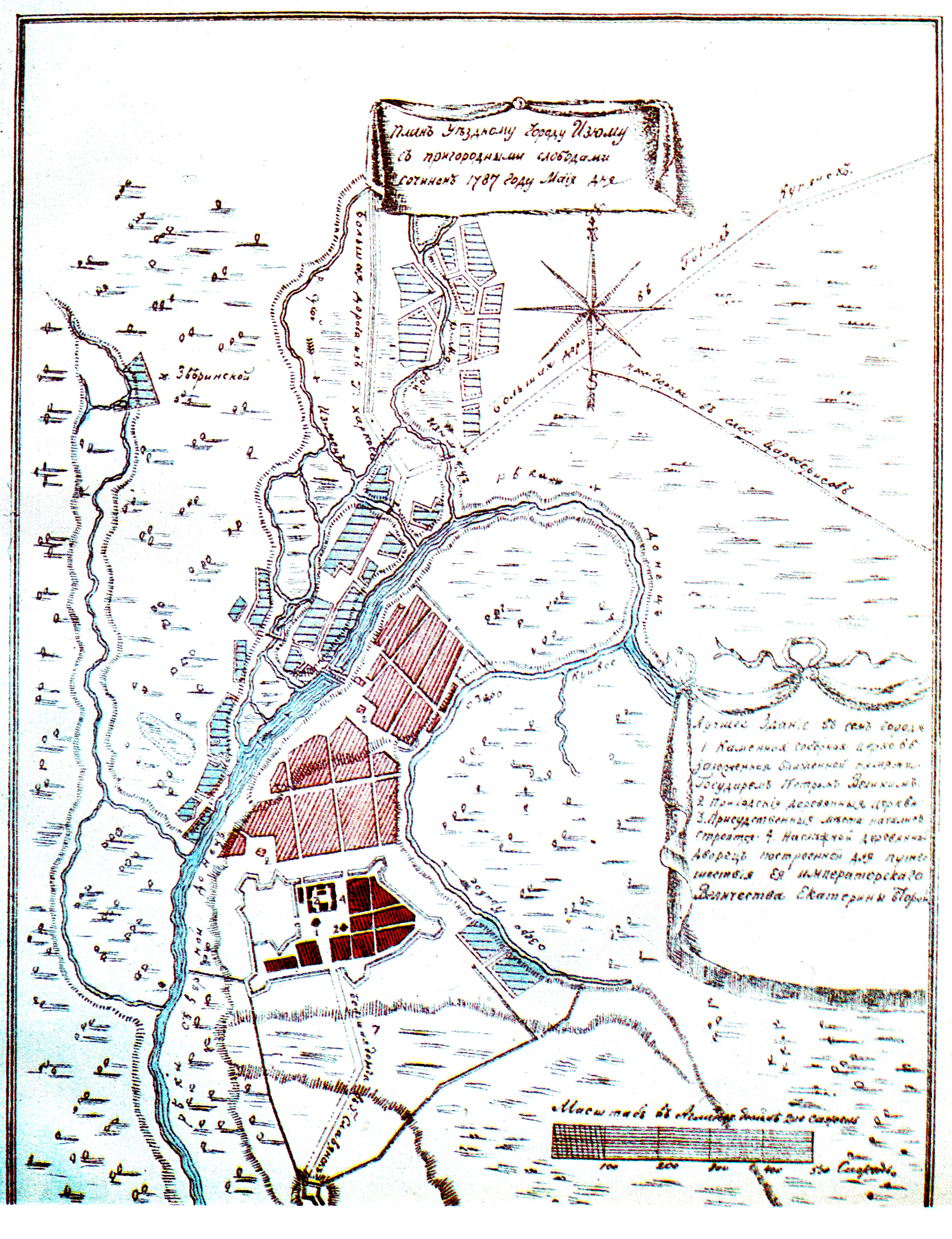
Izjum térképe 1787-ben
- Holttestek exhumálása Izjum ukrán visszafoglalása után

## Fordítás
Ez a szócikk részben vagy egészben  a(z)   Изюм (город) című orosz Wikipédia-szócikk ezen változatának fordításán alapul.  Az eredeti cikk szerkesztőit annak laptörténete sorolja fel. Ez a jelzés csupán a megfogalmazás eredetét és a szerzői jogokat jelzi, nem szolgál a cikkben szereplő információk forrásmegjelöléseként.